# Kościół Świętej Teresy od Dzieciątka Jezus w Siedlcach
Kościół Świętej Teresy od Dzieciątka Jezus – kościół murowany w stylu współczesnym w Siedlcach, przy ulicy Garwolińskiej 19. Kościół został wybudowany w latach 1985–1989, staraniem Ojców Oblatów Maryi Niepokalanej (OMI). Konsekrowany w 1991 roku przez ks. bp. Jana Mazura.
Przy kościele działa oddział Katolickiego Stowarzyszenia Młodzieży (KSM).